# Terenzo Bozzone
Terenzo Bozzone (* 1. März 1985 in Südafrika) ist ein ehemals für Neuseeland startender Duathlet und Triathlet. Er ist Duathlon-Junioren-Weltmeister (2001, 2002), Triathlon-Junioren-Weltmeister (2002, 2003) sowie Triathlon-Vize-Weltmeister auf der Langdistanz (2013), Sieger der Ironman 70.3 World Championship (2008) und mehrfacher Ironman-Sieger (2016–2018). Er wird in der Bestenliste neuseeländischer Triathleten auf der Ironman-Distanz auf dem zweiten Platz geführt.

## Werdegang
Terenzo Bozzone wurde in Südafrika geboren und er wuchs in Neuseeland auf.

### Junioren-Weltmeister Duathlon 2001
In der Schulzeit konnte er etliche sportlichen Erfolge erzielen und im Alter von 16 Jahren wurde er 2001 und erneut 2002 Junioren-Weltmeister im Duathlon. Seit 1999 startete er auch bei Triathlon-Bewerben und er wurde 2002 sowie 2003 Junioren-Weltmeister.

### Sieger Ironman 70.3 World Championships 2008
2008 gewann er die Ironman 70.3 World Championship (Serie von Triathlons über 1,9 km Schwimmen, 90 km Radfahren und 21,1 km Laufen).

2009 startete Bozzone beim Ironman New Zealand erstmals über die Langdistanz und belegte hinter seinem Landsmann Cameron Brown den zweiten Rang. 2010 und 2011 konnte er diesen Erfolg wiederholen. Im Juni 2013 wurde er Vize-Weltmeister auf der Langdistanz und im September in Las Vegas Zweiter bei den Ironman 70.3 World Championships. Im September 2014 wurde er in Kanada Neunter bei der Ironman 70.3 World Championship.
Im Februar 2015 gewann Bozzone beim ersten Rennen der „Challenge Triple-Crown-Serie“. Seit Anfang des Jahres 2015 startet er für das neu gegründete Bahrain Elite Endurance Triathlon Team, welches von Chris McCormack geleitet wird.

### Ironman-Sieger 2016
Im September 2016 wurde er in Australien Vierter bei den Ironman 70.3 World Championships. 2016 konnte er sich zudem erneut für einen Startplatz beim Ironman Hawaii qualifizieren, zusammen mit sieben anderen Athleten aus seinem Team: Mit den beiden Titelverteidigern Daniela Ryf und Jan Frodeno, mit Jodie Swallow, David Pleše, James Cunnama, Brent McMahon und Ben Hoffman. Im Dezember konnte er beim Ironman Western Australia sein erstes Ironman-Rennen gewinnen.
Beim Ironman Hawaii belegte er im Oktober 2017 bei seinem vierten Start den sechsten Rang, nachdem er das Schwimmen hier als Elfter beendet hatte. Im März 2018 gewann er den Ironman New Zealand und konnte damit die New Zealand Ultra Distance National Championships (Triathlon-Staatsmeisterschaft auf der Langdistanz) für sich entscheiden. Im Juli wurde er beim Radtraining von einem Auto erfasst und verletzt.
Im Mai 2019 belegte der 34-Jährige bei der Triathlon-Weltmeisterschaft auf der Langdistanz den siebten Rang. Seit 2020 tritt Terenzo Bozzone nicht mehr international in Erscheinung.
Seine Spitznamen sind „T.“ oder „Flying Kiwi“ und er lebt mit seiner Frau  und ihren beiden gemeinsamen Kindern in Auckland.

## Sportliche Erfolge
| Datum/Jahr    | Rang | Wettbewerb                                  | Austragungsort       | Zeit     | Bemerkung                                                                                       |
| ------------- | ---- | ------------------------------------------- | -------------------- | -------- | ----------------------------------------------------------------------------------------------- |
| 25. Nov. 2018 | 1    | Ironman 70.3 Western Sydney                 | Penrith City         | 03:43:35 |                                                                                                 |
| 6. Mai 2018   | 1    | Ironman 70.3 Busselton                      | Busselton            | 03:26:26 | Austragung auf verkürztem Kurs                                                                  |
| 18. März 2018 | 1    | Ironman 70.3 Campeche                       | Campeche             | 03:49:40 |                                                                                                 |
| 11. März 2018 | 1    | Ironman 70.3 Bariloche                      | Bariloche            | 03:58:57 |                                                                                                 |
| 25. Nov. 2017 | 2    | Ironman 70.3 Bahrain                        | Manama               | 03:41:03 | drittes Rennen der „Challenge Triple-Crown-Serie“                                               |
| 19. Nov. 2017 | 2    | Island House Invitational Triathlon         | Nassau               |          | zweitägiger Wettkampf                                                                           |
| 12. Nov. 2017 | 1    | Ironman 70.3 Los Cabos                      | Los Cabos            | 03:45:34 |                                                                                                 |
| 19. März 2017 | 23   | Super League Triathlon                      | Hamilton Island      |          | im neuen dreitägigen Rennformat                                                                 |
| 10. Dez. 2016 | 1    | Ironman 70.3 Bahrain                        | Manama               | 03:41:32 | drittes Rennen der „Challenge Triple-Crown-Serie“                                               |
| 20. Okt. 2016 | 4    | Island House Invitational Triathlon         | Nassau               | 03:38:19 | dreitägiger Wettkampf                                                                           |
| 23. Okt. 2016 | 1    | Ironman 70.3 Miami                          | Miami                | 03:42:10 |                                                                                                 |
| 4. Sep. 2016  | 4    | Ironman 70.3 World Championships            | Mooloolaba           | 03:45:52 | [ 9 ]                                                                                           |
| 29. Jan. 2016 | 4    | Ironman 70.3 Dubai                          | Dubai                | 03:44:01 | erstes Rennen der „Challenge Triple-Crown-Serie“                                                |
| 30. Aug. 2015 | DNF  | Ironman 70.3 World Championship             | Zell am See          | –        |                                                                                                 |
| 10. Mai 2015  | 3    | Ironman 70.3 Vietnam                        | Đà Nẵng              | 03:57:07 | bei der Erstaustragung                                                                          |
| 2. Mai 2015   | 1    | Ironman 70.3 Busselton                      | Busselton            |          |                                                                                                 |
| 25. Apr. 2015 | 1    | Challenge Taiwan                            | Taitung              | 03:52:41 | [ 11 ]                                                                                          |
| 27. Feb. 2015 | 1    | Challenge Dubai                             | Dubai                | 03:45:45 | Sieger beim ersten Rennen der „Challenge Triple-Crown-Serie“                                    |
| 7. Sep. 2014  | 9    | Ironman 70.3 World Championship             | Mont-Tremblant       | 03:48:20 |                                                                                                 |
| 18. Mai 2014  | 6    | Ironman 70.3 Barcelona                      | Barcelona            | 04:09:03 |                                                                                                 |
| 17. Nov. 2013 | 1    | Ironman 70.3 Shepparton                     | Shepparton           | 03:50:00 |                                                                                                 |
| 10. Nov. 2013 | 1    | Ironman 70.3 Mandurah                       | Mandurah             | 03:42:59 |                                                                                                 |
| 27. Okt. 2013 | 1    | Ironman 70.3 Miami                          | Miami                | 03:41:17 |                                                                                                 |
| 22. Sep. 2013 | 2    | Ironman 70.3 Cozumel                        | Cozumel              | 03:44:46 |                                                                                                 |
| 8. Sep. 2013  | 2    | Ironman 70.3 World Championship             | Las Vegas            | 03:56:06 |                                                                                                 |
| 23. Juni 2013 | 1    | Ironman 70.3 Mont-Tremblant                 | Mont-Tremblant       | 03:53:12 |                                                                                                 |
| 19. Mai 2013  | 1    | Ironman 70.3 Florida                        | Orlando              | 03:45:51 |                                                                                                 |
| 18. Nov. 2012 | 1    | Ironman 70.3 Shepparton                     | Shepparton           |          |                                                                                                 |
| 3. Nov. 2012  | 1    | Ironman 70.3 Taiwan                         | Kenting-Nationalpark | 03:54:18 |                                                                                                 |
| 28. Okt. 2012 | 1    | Ironman 70.3 Miami                          | Miami                | 03:42:17 |                                                                                                 |
| 2. Sep. 2012  | 2    | Ironman 70.3 Ireland                        | Galway               | 03:54:36 |                                                                                                 |
| 25. Aug. 2012 | 1    | Ironman 70.3 Brasil                         | Penha                |          |                                                                                                 |
| 14. Aug. 2011 | –    | Ironman 70.3 Germany                        | Wiesbaden            | DNS      |                                                                                                 |
| 17. Apr. 2011 | 5    | Ironman 70.3 New Orleans                    | New Orleans          | 03:26:14 | Witterungsbedingt wurde das Rennen auf verkürztem Kurs – ohne die Schwimmdistanz – ausgetragen. |
| 10. Apr. 2011 | 4    | Ironman 70.3 Texas                          | Galveston Island     |          |                                                                                                 |
| 11. Dez. 2010 | 1    | Taupo Half Ironman                          | Taupō                | 04:06:40 | [ 13 ]                                                                                          |
| 22. Aug. 2010 | 2    | Ironman 70.3 Philippines                    | Camarines Sur        | 04:05:54 | [ 14 ]                                                                                          |
| 11. Juli 2010 | 1    | Ironman 70.3 Rhode Island                   | Narragansett         | 04:01:15 |                                                                                                 |
| 13. Juni 2010 | 1    | Eagleman Ironman 70.3                       | Cambridge (Maryland) |          |                                                                                                 |
| 2. Mai 2010   | 1    | Ironman 70.3 St. Croix                      | Saint Croix          | 04:06:02 | Sieg vor Timothy O’Donnell                                                                      |
| 25. Apr. 2010 | 1    | Ironman 70.3 Texas                          | Galveston Island     | 03:49:06 | [ 16 ]                                                                                          |
| 18. Apr. 2010 | 2    | Ironman 70.3 New Orleans                    | New Orleans          | 03:47:17 | [ 17 ]                                                                                          |
| 14. Nov. 2009 | 31   | Ironman 70.3 World Championship             | Clearwater           | 03:46:21 |                                                                                                 |
| 23. Aug. 2009 | 1    | Ironman 70.3 Philippines                    | Camarines Sur        | 03:51:25 | [ 18 ]                                                                                          |
| 14. Juni 2009 | 1    | Eagleman Ironman 70.3                       | Cambridge (Maryland) | 03:51:11 | [ 19 ]                                                                                          |
| 14. Nov. 2008 | 1    | Ironman 70.3 World Championship             | Florida              | 03:40:10 | Sieg mit neuem Streckenrekord – nur 32 Sekunden vor dem Deutschen Andreas Raelert               |
| 2008          | 2    | Ironman 70.3 Singapore                      | Singapur             | 03:55:55 | im September                                                                                    |
| 2008          | 1    | Ironman 70.3 Kansas                         | Lawrence             | 03:56:06 |                                                                                                 |
| 2007          | 7    | ITU Triathlon World Championships           | Hamburg              | 01:44:04 |                                                                                                 |
| 2. Sep. 2006  | 41   | ITU Triathlon World Championships           | Lausanne             | 01:57:57 |                                                                                                 |
| 2006          | 1    | Wildflower Triathlon                        | Lake San Antonio     | 03:53:43 | Sieg mit neuem Streckenrekord                                                                   |
| 2006          | 2    | Ironman 70.3 Baja                           | Ensenada             |          | drei Minuten hinter dem australischen Sieger Chris Legh                                         |
| 10. Sep. 2005 | 27   | ITU Triathlon World Championships           | Gamagori             | 01:52:01 |                                                                                                 |
| 9. Mai 2004   | 35   | ITU Triathlon World Championship Junior Men | Madeira              | 01:10:52 | Junioren-Weltmeisterschaft                                                                      |
| 6. Dez. 2003  | 1    | ITU Triathlon World Championship Junior Men | Queenstown           | 01:01:35 | Junioren-Weltmeister (750 m Schwimmen, 20,9 km Radfahren und 5,4 km Laufen)                     |
| 9. Nov. 2002  | 1    | ITU Triathlon World Championship Junior Men | Cancún               | 00:56:00 | Junioren-Weltmeister                                                                            |
| 22. Juli 2001 | 13   | ITU Triathlon World Championship Junior Men | Edmonton             | 01:53:28 | Junioren-Weltmeisterschaft                                                                      |

| Datum/Jahr    | Rang | Wettbewerb                                      | Austragungsort | Zeit     | Bemerkung |
| ------------- | ---- | ----------------------------------------------- | -------------- | -------- | --- |
| 4. Mai 2019   | 7    | ITU Long Distance Triathlon World Championships | Pontevedra     | 05:15:22 | |
| 2. Dez. 2018  | 1    | Ironman Western Australia                       | Busselton      | 07:56:01 | dritter Sieg in Busselton |
| 3. März 2018  | 1    | Ironman New Zealand                             | Taupō          | 07:59:56 | erster Sieg beim zehnten Start in Taupo mit neuem Streckenrekord                                                                       |
| 3. Dez. 2017  | 1    | Ironman Western Australia                       | Busselton      | 07:12:31 | verkürzter Kurs als Duathlon |
| 14. Okt. 2017 | 6    | Ironman Hawaii                                  | Hawaii         | 08:13:06 | |
| 4. März 2017  | 6    | Ironman New Zealand                             | Taupo          | 08:33:35 | |
| 4. Dez. 2016  | 1    | Ironman Western Australia                       | Busselton      | 07:51:26 | erster Ironman-Sieg – mit neuem Streckenrekord, persönlicher Bestzeit und der schnellsten bei einem Rennen in Australien erzielte Zeit |
| 8. Okt. 2016  | DNF  | Ironman Hawaii                                  | Hawaii         | –        | |
| 14. Mai 2016  | 3    | Ironman Texas                                   | The Woodlands  | 07:25:55 | Austragung des Rennens auf verkürztem Radkurs (94 statt 112 Meilen)                                                                    |
| 7. März 2015  | 2    | Ironman New Zealand                             | Taupō          | 08:28:53 | |
| 1. März 2014  | 3    | Ironman New Zealand                             | Taupō          | 08:28:56 | |
| 1. Juni 2013  | 2    | ITU Long Distance Triathlon World Championships | Belfort        | 04:10:43 | Triathlon-Vize-Weltmeister auf der Langdistanz                                                                                         |
| 4. März 2012  | 7    | Ironman New Zealand                             | Taupo          | 04:01:51 | Witterungsbedingt musste der Ironman auf verkürztem Kurs mit halber Streckenlänge in den einzelnen Disziplinen ausgetragen werden.     |
| 5. März 2011  | 2    | Ironman New Zealand                             | Taupō          | 08:41:54 | |
| Okt. 2010     | 20   | Ironman Hawaii                                  | Hawaii         | 08:38:23 | |
| 6. März 2010  | 2    | Ironman New Zealand                             | Taupō          | 08:30:00 | Wie schon im Vorjahr erreichte Bozzone hier auf der neuseeländischen Nordinsel die Silbermedaille.                                     |
| 10. Okt. 2009 | 11   | Ironman Hawaii                                  | Hawaii         | 08:34:45 | |
| 5. Juli 2009  | 9    | Ironman Germany                                 | Frankfurt      | 08:29:40 | |
| 2009          | 2    | Ironman New Zealand                             | Taupō          | 08:25:37 | erster Start über die Langdistanz |

| Datum/Jahr    | Rang | Wettbewerb                       | Austragungsort | Zeit | Bemerkung |
| ------------- | ---- | -------------------------------- | -------------- | ---- | --------- |
| 12. Apr. 2008 | 1    | Xterra New Zealand Championships | Rotorua        |      |           |

| Datum/Jahr | Rang | Wettbewerb                                 | Austragungsort | Zeit     | Bemerkung            |
| ---------- | ---- | ------------------------------------------ | -------------- | -------- | -------------------- |
| 2002       | 1    | ITU Duathlon World Championship Junior Men | Alpharetta     | 00:56:49 | Junioren-Weltmeister |
| 2001       | 1    | ITU Duathlon World Championship Junior Men | Rimini         | 01:52:20 | Junioren-Weltmeister |

(DNF – Did Not Finish)